# Sphaeradenia virella
Sphaeradenia virella är en enhjärtbladig växtart som beskrevs av R.Erikss. Sphaeradenia virella ingår i släktet Sphaeradenia och familjen Cyclanthaceae.
Artens utbredningsområde är Panamá. Inga underarter finns listade.